# Je me casse
Chansons représentant Malte au Concours Eurovision de la chanson
All of My Love
(2020) I Am What I Am
(2022)
Je me casse, est une chanson de Destiny Chukunyere qui a été choisie pour représenter Malte au Concours Eurovision de la chanson en 2021. La chanson a été écrite et composée par Amanuel Dermont, Malin Christin, Nicklas Eklund et Pete Barringer. Je me casse est sorti sur les plateformes de téléchargement numérique et streaming par Jagged House le 15 mars 2021.

## Concours Eurovision de la chanson
La chanson est sélectionnée pour représenter Malte au Concours Eurovision de la chanson 2021, après que Destiny a été désignée en interne par le radiodiffuseur national. Les demi-finales mettent en vedette la même liste de pays que celle déterminée par le tirage au sort des demi-finales du concours 2020. Malte est placée dans la première demi-finale, qui se tient le 18 mai, à l'issue de laquelle Je me casse est qualifiée pour la finale du 22 mai en arrivant à la première place de celle-ci. Elle termine à la septième place, avec une grande inégalité entre les points donnés par les jurys et le télévote.